# Mrčajevci
Mrčajevci (cyr. Мрчајевци) – wieś w Serbii, w okręgu morawickim, w mieście Čačak. W 2011 roku liczyła 2767 mieszkańców.